# Teroristka
Teroristka je český film režiséra Radka Bajgara z roku 2019 s Ivou Janžurovou v hlavní roli. Tato černá komedie (označovaná též jako western od Berounky) vypráví o učitelce na penzi, která se rozhodne opatřit si zbraň a namířit ji na místního bosse poté, co zjistí, že spravedlnosti nelze docílit jinak. Scénář byl napsaný přímo pro Janžurovou. Snímek, představený odborné veřejnosti 28. března, měl premiéru 4. dubna 2019.
Janžurová byla za ztvárnění hlavní role nominována v roce 2020 na Českého lva v kategorii nejlepší herečka v hlavní roli, nominaci však neproměnila (cenu získala Tereza Ramba za film Vlastníci).

## Obsazení
| Iva Janžurová      | Mgr. Marie Vaculíková, učitelka v důchodu                  |
| Martin Hofmann     | Vlastimil Mach, podnikatel                                 |
| Tatiana Dyková     | Helena Machová, starostka                                  |
| Pavel Liška        | Trpělka, kriminálník, propuštěný vězeň a Mariin bývalý žák |
| Eva Holubová       | Mgr. Eva Součková, Mariina těžce nemocná kolegyně          |
| Jana Plodková      | MUDr. Kristýna Vaculíková, Mariina dcera                   |
| Kristína Svarinská | Lenka Fazurová, Mariina sousedka                           |
| Terezie Holá       | Madla, Lenčina dcera                                       |
| Jaromír Dulava     | Antonín Šíma, myslivec a Mariin soused                     |
| Martin Sitta       | myslivec Bobšovský                                         |
| Ctirad Götz        | myslivec Vašek                                             |
| Jan Holík          | náčelník policie                                           |
| Vasil Fridrich     | radní                                                      |
| Anita Krausová     | šéfová hospody                                             |
| Jan Vondráček      | Machův kamarád                                             |
| Tereza Dočkalová   | hygienička                                                 |
| Ondřej Bábor       | motorkář                                                   |
| Sára Affašová      | sekretářka starostky                                       |
| Eva Leinweberová   | lékárnice                                                  |
| Petr Vršek         | cyklista                                                   |
| Gabriela Soukalová | ztvárnila sama sebe                                        |

## Recenze
Snímek získal od českých filmových kritiků průměrná hodnocení:
- František Fuka, FFFilm, 31. března 2019,  [5]
- Mojmír Sedláček, MovieZone.cz, 2. dubna 2019,  [6]
- Jan Varga, Filmspot, 2. dubna 2019,  [7]
- Karolina Benešová, Červený koberec, 2. dubna 2019,  [8]
- Mirka Spáčilová, iDNES.cz, 3. dubna 2019,  [9]
- Martin Steinbach, Na Filmu, 5. dubna 2019,  [10]
- Martin Staněk, Totalfilm, 5. dubna 2019,  [11]
- Kristina Roháčková, iROZHLAS, 6. dubna 2019,  [12]
- Marek Čech, AV mania, 6. dubna 2019,  [13]